# Дьявол в деталях (фильм)
«Дьявол в деталях» (англ. The Little Things) — американский криминальный триллер в стиле неонуар, снятый Джоном Ли Хэнкоком по собственному сценарию. Главные роли исполнили Дензел Вашингтон, Рами Малек и Джаред Лето.
Премьера фильма в кинотеатрах США состоялась 29 января 2021 года компанией Warner Bros. Pictures одновременно с релизом на потоковом сервисе HBO Max. Кинолента получила смешанные отзывы: положительно была оценена атмосфера и режиссура, однако сценарий подвергся критике, а некоторые рецензенты сравнили его с фильмом «Семь». Джаред Лето был номинирован на премию «Золотой глобус» и награду Американской Гильдии киноактёров в категории «Лучший актёр второго плана» за свою роль.

## Сюжет
В октябре 1990 года молодую девушку Тину Сальваторе, едущую по шоссе, преследует автомобилист. Она останавливается на заправке, куда приезжает и её преследователь. АЗС закрыта, и Тина вынуждена бежать через пустыню. Ей удаётся привлечь внимание проезжающего мимо водителя грузовика и спастись.
Через некоторое время в Бейкерсфилде, округ Керн, помощника шерифа Джо «Дики» Дикона отправляют в Департамент шерифа округа Лос-Анджелес для сбора улик, относящихся к недавнему убийству. Дикон, бывший детектив этого департамента, сопровождает недавно назначенного ведущего детектива Джимми Бакстера на место нового убийства в Лос-Анджелесе. Дикон замечает сходство между способом совершения этого убийства и предыдущей серии преступлений, которые он не смог раскрыть.
Этой же ночью за женщиной по имени Ронда Рэтбан во время пробежки следует машина; на следующее утро выясняется, что она пропала без вести. Бакстер узнаёт от капитана участка Фэрриса, что Дикон развёлся и перенёс сердечный приступ из-за своей одержимости нераскрытым делом. Фэррис советует не привлекать его к расследованию, но Дикон берёт отпуск, чтобы помочь Бакстеру раскрыть дело.
На следующую ночь полиция обнаруживает тело другой жертвы, всплывшее под мостом. Бакстер видит, что почерк совпадает с предыдущим убийством и более ранними преступлениями: все жертвы — женщины, которых зарезали ножом. Дикон начинает расследование в отношении Альберта Спармы, подозреваемого, работающего в ремонтной мастерской в непосредственной близости от мест совершения преступлений. Дикон следит за Спармой и в итоге приводит его на допрос. Спарма насмехается над детективами, испытывает сексуальное возбуждение при просмотре фотографий убитых женщин и провоцирует Дикона, который нападает на него. Бакстер также допрашивает спасшуюся Тину, однако процесс опознания с её участием и Спармой фактически срывается, когда она видит его в наручниках в полицейском участке.
Бакстер узнаёт, что через два дня расследование дела планируется передать ФБР. Фэррис сообщает Бакстеру, что восемь лет назад Спарма признался в убийстве, которое он не мог совершить, так как в то время находился в десяти милях от него. Он также говорит, что Спарма — фанат криминальной хроники, одержим преступлениями и, таким образом, является маловероятным подозреваемым. Дикон приходит в квартиру Спармы и проводит незаконный обыск. В тайнике он находит газетные вырезки обо всех убийствах расследуемой нераскрытой серии. Неожиданно включается полицейская рация, и Дикон спешно покидает дом Спармы после того, как тот сообщает в полицию о якобы раненом офицере. Прибывает полиция, и Бакстер видит Спарму, наблюдающего за происходящим. После неудачного обыска квартиры подозреваемого на следующую ночь детективы следят за Спармой, который посещает стриптиз-клуб. Бакстер в одиночку нападает на Спарму, требуя сообщить местонахождение Рэтбан. Спарма предлагает отвезти его туда, где он якобы спрятал тело девушки, и Бакстер соглашается, в то время как Дикон следует за ними.
Спарма привозит Бакстера в отдалённый район пустыни и заставляет его выкопать несколько ям, после чего признаётся, что никого никогда не убивал. Бакстер не верит Спарме и продолжает копать. Спарма начинает дразнить его, и Бакстер убивает его, в ярости ударив лопатой по голове. Прибывает Дикон; во флэшбеках показывается, как он случайно застрелил одну из выживших девушек в последнем деле об убийстве, а его коллеги помогли скрыть это. Дикон поручает Бакстеру закопать Спарму в пустыне. Дикон проводит ночь в квартире Спармы, собирая все вещи, и на следующее утро возвращается в пустыню, где обнаруживает, что Бакстер не похоронил его и по-прежнему пытается найти жертву. Бакстер убеждён, что Спарма — убийца, и надеется очистить свою совесть и закрыть дело. Дикон советует ему забыть об этом деле, иначе оно будет преследовать его всю жизнь.
Позже Бакстер, отдыхающий у себя дома, получает от Дикона конверт, в котором находится красная заколка, подобная той, что принадлежала похищенной Ронде Рэтбан. Вернувшись в округ Керн, Дикон сжигает все собранные вещи из квартиры, в том числе новую упаковку заколок с отсутствующей красной.

## В ролях
- Дензел Вашингтон — Джо «Дики» Дикон, помощник шерифа округа Керн.
- Рами Малек — детектив Департамента шерифа округа Лос-Анджелес Джим Бакстер
- Джаред Лето — Альберт Спарма
- Крис Бауэр — детектив Сол Ризоли
- Майкл Хайетт — коронер Фло Даниган
- Терри Кинни — капитан департамента шерифа округа Лос-Анджелес Карл Фэррис
- Натали Моралес — детектив Джейми Эстрада
- Изабель Арраиса — Ана Бакстер
- Джорис Джарски[англ.] — сержант Роджерс
- Гленн Моршауэр — капитан Генри Дэвис
- Софья Васильева — Тина Сальваторе
- Джейсон Джеймс Рихтер — детектив Уильямс
- Джон Харлан Ким — офицер Хендерсон
- Фредерик Колер — Стэн Питерс
- Джудит Скотт — Марша
- Майя Казан — Ронда Рэтбан
- Тиффани Гонсалес — Джули Брок
- Анна Маккитрик — Мэри Робертс
- Ли Гарлингтон — хозяйка квартиры
- Чарли Сэкстон[англ.] — Феликс

## Производство

### Разработка
Первый черновик сценария был написан Джоном Ли Хэнкоком в 1993 году, а в качестве режиссёра рассматривался Стивен Спилберг, но он отказался от проекта, посчитав историю слишком мрачной. Клинт Иствуд, Уоррен Битти и Дэнни Де Вито в разное время также упоминались в числе претендентов на должность режиссёра, но в конечном итоге Хэнкок решил самостоятельно снимать картину по собственному сценарию. Хэнкок также рассказал, что актёр Брэндон Ли, скончавшийся в том же году, после прочтения сценария хотел получить роль в фильме.

### Подбор актёров
В марте 2019 года стало известно, что одну из главных ролей в фильме исполнит Дензел Вашингтон. В мае к проекту присоединился Рами Малек. В августе Джаред Лето начал переговоры об исполнении роли предполагаемого серийного убийцы. В сентябре к основному актёрскому составу присоединились Натали Моралес, Джорис Джарски и Софья Васильева, в октябре — Майкл Хайатт, Кэрри О’Малли, Джейсон Джеймс Рихтер, Изабель Арраиса и Джон Харлан Ким.

### Съёмки
Съёмочный период начался 2 сентября 2019 года в Лос-Анджелесе, Калифорния и завершился в декабре 2019 года.

### Музыка
Музыку к фильму написал Томас Ньюман.

## Релиз
Компания Warner Bros. выпустила фильм в американский прокат 29 января 2021 года. С этого же числа он в течение 31 дня был доступен на стриминговой платформе HBO Max в рамках стратегии компании Warner Bros. по релизу всех своих фильмов в 2021 году. В дебютный уикенд на HBO картина заняла первое место по просмотрам.
19 марта 2021 года «Дьявол в деталях» стал доступен в формате видео по запросу. 20 апреля 2021 года Warner Bros. Home Entertainment выпустила фильм в цифровом формате, а 4 мая 2021 года — на Blu-ray и DVD.

## Награды и номинации
| Награда                        | Дата вручения   | Категория                              | Номинанты и получатели | Результат | П.     |
| ------------------------------ | --------------- | -------------------------------------- | ---------------------- | --------- | ------ |
| Золотой глобус                 | 28 февраля 2021 | Лучший актёр второго плана — Кинофильм | Джаред Лето            | Номинация | [ 21 ] |
| Премия Гильдии киноактёров США | 4 апреля 2021   | Лучший актёр второго плана             | Джаред Лето            | Номинация | [ 22 ] |